# Arrondissement d'Épernay
L'arrondissement d’Épernay est une division administrative française, située dans le département de la Marne et la région Grand Est.

## Composition

Limite de l'arrondissement avant le 31 mars 2017

### Découpage communal avant 2015
Liste des cantons de l'arrondissement d'Épernay :
- canton d'Anglure
- canton d'Avize
- canton d'Ay[Note 1]
- canton de Dormans
- canton d'Épernay-1
- canton d'Épernay-2
- canton d'Esternay
- canton de Fère-Champenoise
- canton de Montmirail
- canton de Montmort-Lucy
- canton de Sézanne

### Découpage communal depuis 2015
Depuis 2015, le nombre de communes des arrondissements varie chaque année soit du fait du redécoupage cantonal de 2014 qui a conduit à l'ajustement de périmètres de certains arrondissements, soit à la suite de la création de communes nouvelles.
Au 31 mars 2017, une réorganisation des arrondissements est effectuée, pour mieux intégrer les récentes modifications des intercommunalités et faire coïncider les arrondissements aux circonscriptions législatives. 23 communes de l'arrondissement de Châlons-en-Champagne et 13 communes de l'arrondissement de Reims sont rattachées à l'arrondissement d'Épernay ; quatre communes de l'arrondissement d'Épernay rejoignent celui de Châlons-en-Champagne. L'arrondissement de Sainte-Menehould est également supprimé par ce décret du 29 mars 2017.
Le nombre de communes de l'arrondissement d'Épernay est ainsi de 184 en 2015, 181 en 2016, 181 en 2017, 210 en 2018, 208 en 2023.
Au 1er janvier 2024, l'arrondissement groupe les 208 communes suivantes :
1. Allemanche-Launay-et-Soyer
2. Allemant
3. Ambonnay
4. Anglure
5. Angluzelles-et-Courcelles
6. Athis
7. Avenay-Val-d'Or
8. Avize
9. Aÿ-Champagne
10. Bagneux
11. Le Baizil
12. Bannay
13. Bannes
14. Barbonne-Fayel
15. Baslieux-sous-Châtillon
16. Baudement
17. Baye
18. Beaunay
19. Belval-sous-Châtillon
20. Bergères-lès-Vertus
21. Bergères-sous-Montmirail
22. Bethon
23. Blancs-Coteaux
24. Boissy-le-Repos
25. Bouchy-Saint-Genest
26. Boursault
27. Bouzy
28. Le Breuil
29. Broussy-le-Grand
30. Broussy-le-Petit
31. Broyes
32. Brugny-Vaudancourt
33. La Caure
34. La Celle-sous-Chantemerle
35. Chaintrix-Bierges
36. Chaltrait
37. Champaubert
38. Champguyon
39. Champillon
40. Champlat-et-Boujacourt
41. Champvoisy
42. Chantemerle
43. La Chapelle-Lasson
44. La Chapelle-sous-Orbais
45. Charleville
46. Châtillon-sur-Marne
47. Châtillon-sur-Morin
48. Chavot-Courcourt
49. Chichey
50. Chouilly
51. Clamanges
52. Clesles
53. Cœur-de-la-Vallée
54. Coizard-Joches
55. Conflans-sur-Seine
56. Congy
57. Connantray-Vaurefroy
58. Connantre
59. Corfélix
60. Cormoyeux
61. Corribert
62. Corrobert
63. Corroy
64. Courcemain
65. Courgivaux
66. Courjeonnet
67. Courthiézy
68. Cramant
69. Cuchery
70. Cuis
71. Cumières
72. Damery
73. Dizy
74. Dormans
75. Écury-le-Repos
76. Épernay
77. Escardes
78. Esclavolles-Lurey
79. Les Essarts-lès-Sézanne
80. Les Essarts-le-Vicomte
81. Esternay
82. Étoges
83. Étréchy
84. Euvy
85. Faux-Fresnay
86. Fèrebrianges
87. Fère-Champenoise
88. Festigny
89. Flavigny
90. Fleury-la-Rivière
91. Fontaine-Denis-Nuisy
92. Fontaine-sur-Ay
93. La Forestière
94. Fromentières
95. Le Gault-Soigny
96. Gaye
97. Germaine
98. Germinon
99. Givry-lès-Loisy
100. Gourgançon
101. Granges-sur-Aube
102. Grauves
103. Hautvillers
104. Igny-Comblizy
105. Les Istres-et-Bury
106. Janvilliers
107. Joiselle
108. Lachy
109. Leuvrigny
110. Linthelles
111. Linthes
112. Loisy-en-Brie
113. Magenta
114. Mancy
115. Marcilly-sur-Seine
116. Mardeuil
117. Mareuil-en-Brie
118. Mareuil-le-Port
119. Margny
120. Marigny
121. Marsangis
122. Mécringes
123. Le Meix-Saint-Epoing
124. Le Mesnil-sur-Oger
125. Mœurs-Verdey
126. Mondement-Montgivroux
127. Montgenost
128. Monthelon
129. Montmirail
130. Montmort-Lucy
131. Morangis
132. Morsains
133. Moslins
134. Moussy
135. Mutigny
136. Nanteuil-la-Forêt
137. Nesle-la-Reposte
138. Nesle-le-Repons
139. La Neuville-aux-Larris
140. Neuvy
141. La Noue
142. Œuilly
143. Ognes
144. Oiry
145. Orbais-l'Abbaye
146. Oyes
147. Passy-Grigny
148. Péas
149. Pierre-Morains
150. Pierry
151. Pleurs
152. Plivot
153. Pocancy
154. Potangis
155. Queudes
156. Reuves
157. Réveillon
158. Rieux
159. Romery
160. Rouffy
161. Saint-Bon
162. Sainte-Gemme
163. Saint-Imoges
164. Saint-Just-Sauvage
165. Saint-Loup
166. Saint-Mard-lès-Rouffy
167. Saint-Martin-d'Ablois
168. Saint-Quentin-le-Verger
169. Saint-Remy-sous-Broyes
170. Saint-Saturnin
171. Saron-sur-Aube
172. Saudoy
173. Sézanne
174. Soizy-aux-Bois
175. Soulières
176. Suizy-le-Franc
177. Talus-Saint-Prix
178. Thaas
179. Le Thoult-Trosnay
180. Tours-sur-Marne
181. Trécon
182. Tréfols
183. Troissy
184. Val de Livre
185. Val-des-Marais
186. Vandières
187. Vauchamps
188. Vauciennes
189. Vélye
190. Venteuil
191. Verdon
192. Verneuil
193. Vert-Toulon
194. Le Vézier
195. Villeneuve-la-Lionne
196. La Villeneuve-lès-Charleville
197. Villeneuve-Renneville-Chevigny
198. Villeneuve-Saint-Vistre-et-Villevotte
199. Villers-aux-Bois
200. Villeseneux
201. La Ville-sous-Orbais
202. Villevenard
203. Villiers-aux-Corneilles
204. Vinay
205. Vincelles
206. Vindey
207. Vouarces
208. Vouzy

## Démographie
En 2022, l'arrondissement comptait 115 976 habitants.
| 1968    | 1975    | 1982    | 1990    | 1999    | 2006    | 2011    | 2016    | 2021    |
| ------- | ------- | ------- | ------- | ------- | ------- | ------- | ------- | ------- |
| 107 224 | 110 697 | 109 640 | 110 615 | 109 827 | 109 709 | 110 597 | 120 269 | 116 465 |

| 2022    | - | - | - | - | - | - | - | - |
| ------- | - | - | - | - | - | - | - | - |
| 115 976 | - | - | - | - | - | - | - | - |

## Sous-préfets
- Félix Omer Le François de Drionville (1781-1849), affectation à situer
- Dorchet, démis en 1841
- M. Labbé en 1877[5]
- Jean-Paul Marty (1930-2010) : 1971-1976 : préfet d'Épernay[6]